# Campylostelium pitardii
Campylostelium pitardii là một loài rêu trong họ Ptychomitriaceae. Loài này được (Corb.) E. Maier mô tả khoa học đầu tiên năm 1998.